# Championnats d'Afrique d'escrime 2013
Navigation
Édition précédente Édition suivante
Les 13es championnats d'Afrique d'escrime se déroulent au Cap en Afrique du Sud du 25 au 29 juin 2013.
Ces championnats ont vu la domination tunisienne renforcée, notamment chez les athlètes féminines qui réalisent un sans-faute en remportant les six médailles d'or mises en jeu. Chez les hommes, l'Égypte domine les épreuves par équipe, et la Libye décroche sa première médaille d'or à l'épée individuelle.

## Médaillés
| Épreuves                               | Or                                                                   | Argent                                                                            | Bronze                                                                            |
| -------------------------------------- | -------------------------------------------------------------------- | --------------------------------------------------------------------------------- | --------------------------------------------------------------------------------- |
| Épée                                   |                                                                      |                                                                                   |                                                                                   |
| Hommes individuel résultats détaillés  | Khaled Buhdeima                                                      | Ahmed Nabil                                                                       | Ayman Mohamed Fayez Abdelkarim El Houari                                          |
| Hommes par équipes résultats détaillés | Égypte Ahmed Elsaghir Ayman Fayez Mahmoud Mohsen Ahmed Nabil         | Maroc Abdelkarim El Haouari Marouane Khalil Aissam Rami                           | Afrique du Sud Willem Akkerhuys Dreyer Sello Given Maduma Jarryd New Michael Wood |
| Femmes individuel résultats détaillés  | Sarra Besbes                                                         | Ayah Mahdy                                                                        | Juliana Barrett Inès Boubakri                                                     |
| Femmes par équipes résultats détaillés | Tunisie Sarra Besbes Inès Boubakri Maya Mansouri                     | Afrique du Sud Juliana Barrett Tamryn Carfoot Daniella Klonarides Giselle Vicatos | Égypte Nada Ashraf Bassant Dinar Ayah Mahdy                                       |
| Fleuret                                |                                                                      |                                                                                   |                                                                                   |
| Hommes individuel résultats détaillés  | Mohamed Ayoub Ferjani                                                | Mohamed Essam                                                                     | Tarek Ayad Mohamed Samandi                                                        |
| Hommes par équipes résultats détaillés | Égypte Alaaeldin Abouelkassem Tarek Ayad Mohamed Essam Hazem Khazbak | Tunisie Heythem Bessaoud Mohamed Ayoub Ferjani Mohamed Samandi                    | Afrique du Sud Michael Erasmus Landon McClure Jarryd New Jacques Viljoen          |
| Femmes individuel résultats détaillés  | Inès Boubakri                                                        | Eman Gaber                                                                        | Anissa Khelfaoui Noha Wasfy                                                       |
| Femmes par équipes résultats détaillés | Tunisie Sarra Besbes Inès Boubakri Haïfa Jabri                       | Égypte Rana El Husseiny Amena Nour Eman Shaaban Noha Wasfy                        | Sénégal Ndeye Binta Diongue Mame Awa Ndao Salimata Sabaly Aminata Sabaly          |
| Sabre                                  |                                                                      |                                                                                   |                                                                                   |
| Hommes individuel résultats détaillés  | Hichem Samandi                                                       | Ahmed Amr                                                                         | Ziad Elsissy Ibrahima Keïta                                                       |
| Hommes par équipes résultats détaillés | Égypte Aly Adel Ahmed Amr Ziad Elsissy                               | Tunisie Amine Akkari Hichem Samandi Ridha Zdiri                                   | Sénégal Moustapha Diagne Ibrahima Keïta Mamadou Keïta Mouhamadou Moustapha Sall   |
| Femmes individuel résultats détaillés  | Azza Besbes                                                          | Mennatalia Ahmed                                                                  | Mame Awa Ndao Mariam El Sway                                                      |
| Femmes par équipes résultats détaillés | Tunisie Azza Besbes Hela Besbes Sarra Besbes Inès Boubakri           | Égypte Mennatalla Ahmed Maryam El Sawy Eman Shaaban                               | Afrique du Sud Keena Fourie Alison Francis MacLachlan Hananja Steyn Elvira Wood   |

## Tableau des médailles
| Rang  | Nation         | Or | Argent | Bronze | Total |
| ----- | -------------- | -- | ------ | ------ | ----- |
| 1     | Tunisie        | 8  | 2      | 3      | 13    |
| 2     | Égypte         | 3  | 8      | 6      | 17    |
| 3     | Libye          | 1  | 0      | 0      | 1     |
| 4     | Afrique du Sud | 0  | 1      | 4      | 5     |
| 5     | Maroc          | 0  | 1      | 0      | 1     |
| 6     | Sénégal        | 0  | 0      | 4      | 4     |
| 7     | Algérie        | 0  | 0      | 1      | 1     |
| Total | Total          | 12 | 12     | 18     | 42    |